# Kjell Iversen
Kjell Iversen (Egersund, 26 agosto 1959) è un ex calciatore norvegese, di ruolo centrocampista.

## Carriera

### Club
Giocò all'Egersund dal 1975 al 1977. Vestì poi la maglia del Bryne dal 1978 al 1983, prima di tornare all'Egersund nel 1984, rimanendo in forza al club fino al 1989.

### Nazionale
Conta 2 presenze per la Norvegia. Esordì il 13 novembre 1982, nella sconfitta per 1-0 contro il Kuwait.

## Statistiche

### Cronologia presenze e reti in Nazionale
| Cronologia completa delle presenze e delle reti in nazionale ― Danimarca | Cronologia completa delle presenze e delle reti in nazionale ― Danimarca | Cronologia completa delle presenze e delle reti in nazionale ― Danimarca | Cronologia completa delle presenze e delle reti in nazionale ― Danimarca | Cronologia completa delle presenze e delle reti in nazionale ― Danimarca | Cronologia completa delle presenze e delle reti in nazionale ― Danimarca | Cronologia completa delle presenze e delle reti in nazionale ― Danimarca | Cronologia completa delle presenze e delle reti in nazionale ― Danimarca |
| Data                                                                     | Città                                                                    | In casa                                                                  | Risultato                                                                | Ospiti                                                                   | Competizione                                                             | Reti                                                                     | Note                                                                     |
| ------------------------------------------------------------------------ | ------------------------------------------------------------------------ | ------------------------------------------------------------------------ | ------------------------------------------------------------------------ | ------------------------------------------------------------------------ | ------------------------------------------------------------------------ | ------------------------------------------------------------------------ | ------------------------------------------------------------------------ |
| 13-11-1982                                                               | Al-Kuwait                                                                | Kuwait                                                                   | 1 – 0                                                                    | Norvegia                                                                 | Amichevole                                                               | -                                                                        |                                                                          |
| 19-5-1983                                                                | Århus                                                                    | Danimarca                                                                | 2 – 2                                                                    | Norvegia                                                                 | Qual. Olimpiadi 1984                                                     | -                                                                        | 78’                                                                      |
| Totale                                                                   |                                                                          | Presenze                                                                 | 2                                                                        |                                                                          | Reti                                                                     | 0                                                                        |                                                                          |